# A Espada de Damasco
A Espada de Damasco (em inglês:  The Golden Blade) é um filme estadunidense de 1953 do gênero aventura, dirigida por Nathan Juran para a Universal-Internacional. O roteiro é de William R. Cox e conta uma aventura árabe no estilo das Mil e Uma Noites com elementos da lenda do Rei Artur e sua espada mágica.

## Elenco
- Rock Hudson...Harun
- Piper Laurie...Princesa Khairuzan
- Gene Evans...Capitão Hadi
- George Macready...Vizir Jafar
- Kathleen Hughes...Bakhamra
- Steven Geray...Barcus, o grego
- Edgar Barrier...Califa
- Alice Kelley...mulher do harém
- Anita Ekberg...mulher do harém
- Erika Nordin...mulher do harém
- Valerie Jackson...mulher do harém
- Victor Romito...Sherkan

## Sinopse
Na Arábia antiga, em uma batalha entre guerreiros de Baçorá e atacantes misteriosos de Bagdá, o pai de Harun é morto. Buscando descobrir quem foram os atacantes e se vingar, Harun chega à Bagdá e vai até a loja do grego Barcus. Ali ele encontra, no meio dos tecidos, uma espada dourada. Na loja estava também a filha do califa Princesa Khairuzan, disfarçada de mulher do povo. Ela começa uma confusão quando oradores falavam mal do califa e Harun tenta defendê-la. Na luta contra os guardas ele e Barcus descobrem que a espada é muito poderosa. O vizir é um traidor e arma um plano para casar seu filho, o capitão Hadi, com a princesa. Ela foge do palácio e novamente se encontra com Harun, que a ajuda contra os perseguidores sem saber ser ela a princesa.